# 杨金潼
杨金潼（1998年12月18日—），中国男子游泳运动员，2015年世界青年游泳锦标赛男子800米自由泳金牌得主和男子400米自由泳银牌得主、2018年亚洲运动会男子4×100米自由泳接力银牌得主、2022年亚洲运动会男子4×100米自由泳接力金牌得主。